# Wilhelm Dahlbom
Wilhelm Stefanus Dahlbom, född 3 augusti 1855 i Lunds stadsförsamling, Malmöhus län, död 15 september 1928 i Snogeröd, Gudmuntorps församling, Malmöhus län, var en svensk målare.
Wilhelm Dahlbom var son till entomologen Anders Gustaf Dahlbom. Han utbildade sig dels vid Konstakademien i Stockholm, dels utomlands, särskilt i Paris, men också i Italien och Tyskland. Han bosatte sig därefter vid Ringsjön och ägnade sig främst åt landskapsmåleri och hämtade sina motiv, skogsinteriörer och kustbilder från mellersta Sverige och Skåne, vars bokskogsnatur var ett av hans mera populära motiv. Han utförde även en del altartavlor.
Wilhelm Dahlbom är representerad på Nationalmuseum, Malmö konstmuseum och svenska statens porträttsamling på Gripsholms slott. Han är begravd på Klosterkyrkogården i Lund.

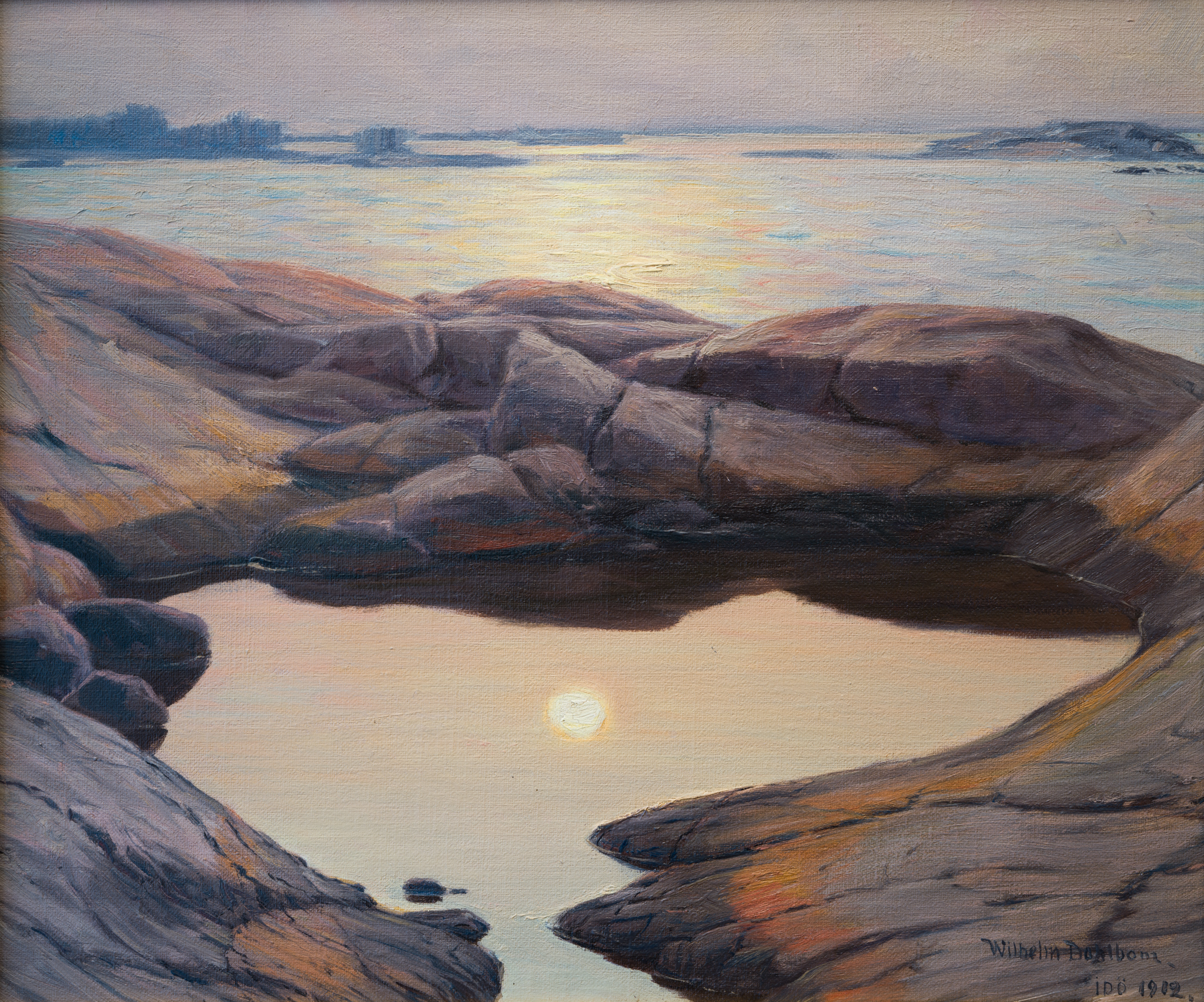
Månsken över klipporna Idö, 1912
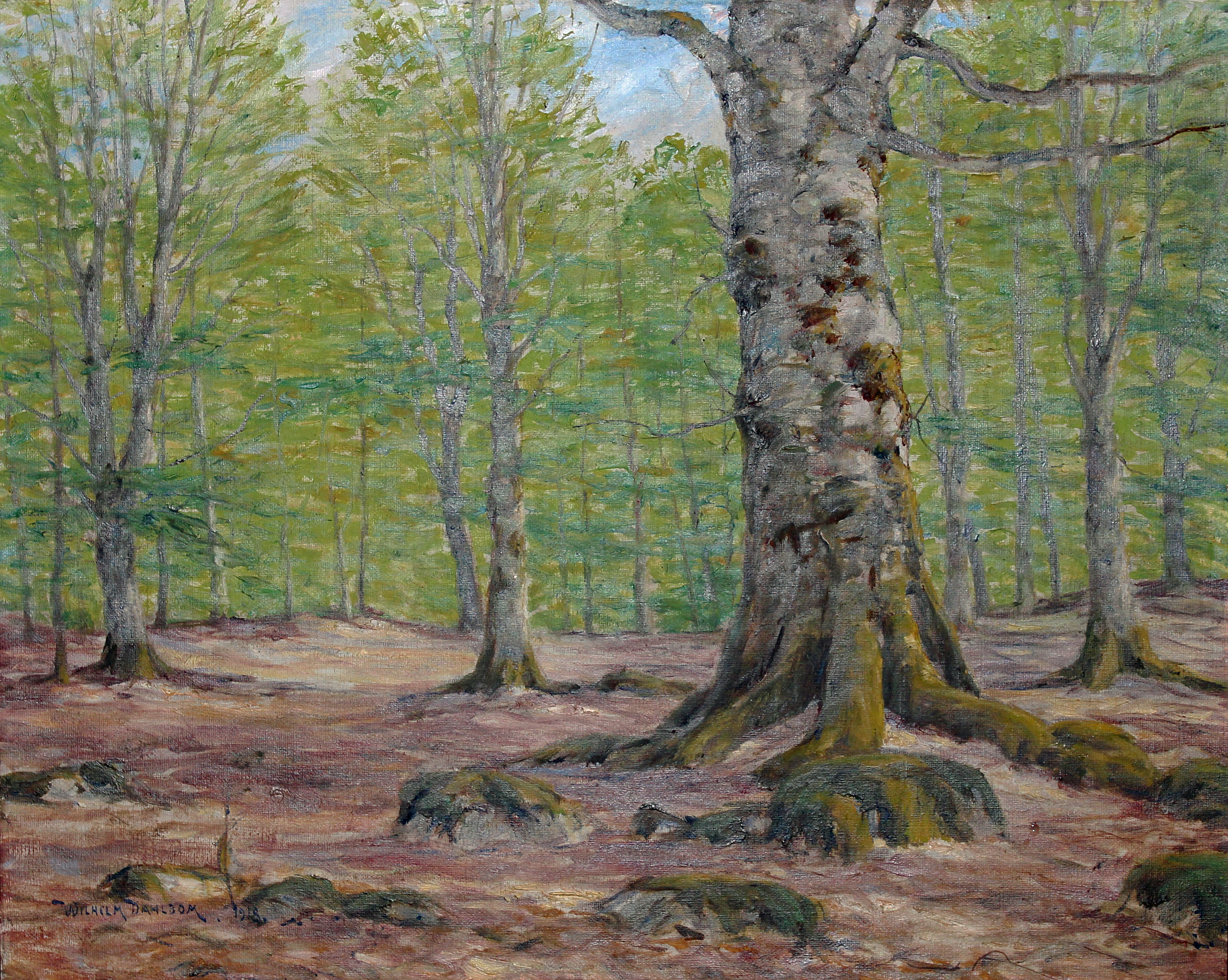
Bokskog i vårgrönska 1918